# 编制
编制，是中华人民共和国各级机构编制管理机关核定的行政机构、事业单位的机构设置、人员数额和领导职数，以及人民政府劳动行政部门核定的全民所有制企业组织机构和人员数额。人员编制分为国家行政编制、事业编制、全民所有制企业编制三大类。
国家行政编制人员、事业单位编制人员、全民所有制企业编制人员合称在编人员、编内人员或體制內，国家机关、事业单位、企业单位临时聘用或不列入编制管理的的人员合称编外人员，甚至称为临时工。国家行政编制人员受《中华人民共和国公务员法》管理，人员选拔和人事任免由党委组织部（公务员局）负责。事业单位编制人员受《事业单位人事管理条例》管理，人员选拔和人事任免由人民政府人事行政部门负责。全民所有制企业职工受《全民所有制公司职工管理规定》管理，编制和档案由人民政府劳动行政部门管理（其他国有企业人员选拔和任免由国有企业自行负责）。在中华人民共和国，编制内的工作较私营企业而言更稳定、安全。即便在国家机关、事业单位、企业单位之中，编内人员比编外人员享有更多的权限和福利待遇。因此编内工作受到求职人士的追捧。